# 홈쇼핑
홈쇼핑(영어: home shopping)은 통신 판매의 하나로, 가정에서 통신 회선을 통하여 쇼핑을 할 수 있는 서비스. PC통신, 인터넷 통신, 쌍방향 케이블 텔레비전 등 통신망에서 다양한 상품의 전시나 광고를 보고 상품을 주문하고 대금을 신용카드나 디지털 현금 등으로 결제하는 다양한 홈쇼핑 서비스가 개발, 시행되고 있다. 인터넷에는 무수한 상품 판매 서비스가 있는데 이것을 사이버 쇼핑이라고 한다. 대한민국의 독점규제법 상, TV홈쇼핑사업자는 "대규모소매점업 특정불공정거래행위의유형및기준지정고시"상의 대규모 소매점업자에 속한다.홈쇼핑 또는 카탈로그 판매는 고객이 가정에 카탈로그를 감지하여 선택하고 우편 또는 홈쇼핑 전화로 주문하는 일종의 마케팅입니다. 하루 24시간 수신자 부담 전화를 걸어 신용 카드에 제품을 청구하고 상품을 배송받을 수 있습니다.소매업체는 임대료가 비싼 가구와 개인 판매 비용을 절약함으로써 어쨌든 그곳에 위치함으로써 이익을 얻을 수 있습니다. 그러나 카탈로그 판매는 유연하고 제한된 서비스를 제공합니다.선택한 제품 그룹에만 적합합니다.텔레비전 홈쇼핑에서 서비스 상품이 텔레비전에 광고됩니다.수신자 부담 전화번호를 통해 주문한 편견 제품을 효율적으로 시연하여 고객에게 교육 및 편의를 제공할 수 있습니다.고객은 집에서 편안하게 편리하게 쇼핑할 수 있습니다.감사하다

## 대한민국의 홈쇼핑 채널 운용사업자
- 한국홈쇼핑 → LG 홈쇼핑 → GS홈쇼핑 → GS SHOP
- 39쇼핑 → CJ39쇼핑 → CJ 홈쇼핑 → CJ오쇼핑 → CJ온스타일
- 우리 홈쇼핑 → 롯데홈쇼핑
- 농수산홈쇼핑 → NS홈쇼핑
- 현대홈쇼핑
- 홈&쇼핑
- 공영홈쇼핑